# A1高速公路 (羅馬尼亞)
A1高速公路（羅馬尼亞語：Autostrada A1）是羅馬尼亞一條部分通車的高速公路，連接首都布加勒斯特和接壤匈牙利邊境的訥德拉克，完成後全長576公里。
首段布加勒斯特至皮特什蒂、長96公里的路段早於1972年通車，是羅馬尼亞第一條高速公路，也是1987年前唯一的一條。至2012年6月，已通車的路段還有東皮特什蒂繞道、錫比烏繞道，以及蒂米什瓦拉至阿拉德兩段。三段合計長171.6公里。